# Lejlighedssang
Lejlighedssange er en særlig dansk fest- og sangdigtningstradition, hvor en sang skrives til en bestemt begivenhed for en bestemt person eller gruppe af personens familie eller venner eller af en til lejligheden ansat lejlighedsdigter, der ud fra stikord om personens eller gruppens liv og levned sætter et par vers eller ti sammen så den passer til melodien i en sang, som det formodes at (flertallet i) selskabet ved den givne lejlighed allerede kender.
En sang kan i den folkelige etiketteopfattelse erstatte en tale.
Teksterne til lejlighedssange uddeles gerne til gæsterne i en sangskjuler.

## Historie
Middelalderens folkeviser er ikke fuldstændig kortlagt, men der blev formentlig skrevet sange både af troubadurer (Frankrig) og minnesangere (Tyskland) ansat ved et adeligt eller kongeligt hof og af omrejsende gøglere, der optrådte på markedspladser og/eller lod sig hyre til folkelige fester. Med Gutenbergs opfindelse af bogtrykkerkunsten blev det muligt at mangfoldiggøre sange, som kunne sælges på markeder eller af gadesangere. Det er skillingsvisens oprindelse, der i Danmark går indendørs med revyvisen.
Danmarks første forfatter, der levede af at skrive på dansk, var lejlighedsdigter. Han hedder Anders Bording, født i Ribe 1619 og uddannet teolog. Men faget kedede ham, og det lykkedes ham at blive ansat som huspoet flere steder på danske herregårde og sidst hos rigsråd Tage Andersen Thott i Skåne. Da han døde, måtte Bording hutle sig igennem med forefaldende arbejde, blandt andet som teolog. Han vendte tilbage til pennen, da den nyindstiftede enevælde inviterede ham til at udgive en avis efter fransk forbillede og til forherligelse af kongemagten. I 1666 begyndte han udgivelsen af Den Danske Mercurius, Danmarks første avis, som han skrev på vers i alle årene frem til sin død i 1677. Han selv og avisen og hans skriveri i øvrigt blev meget populært, og der er ingen tvivl om, at han inspirerede mange i sin samtid. Hans skrifter blev udgivet samlet i 1735.

### Barokken
I samme periode, barokken, sprang et væld af verdslige forfattere ud. Der bredte sig ligefrem en skrivekløe, der blandt andet medførte en sværm af smædevers, nogle ganske korte, andre i hele korrespondancer. Et unavngivet smædevers kunne udløse en bøde, et unavngivet smædevers mod kongen kunne medføre dødsstraf.
Thomas Kingo var den store barokdigter. Han skrev masser af lejlighedsdigtning, og de salmer, han blev så kendt for, er ofte skrevet til i tiden kendte melodier; Sorrig og Glæde de vandre tilhaabe er således skrevet til en dansemelodi, Martin Luther gjorde det samme, ligesom senere Grundtvig. Kingo havde kongeligt privilegium i en årrække på at udgive salmebøger, som han i høj grad fyldte med egne værker ud over de eksisterende. Han satte sit præg på hele landets sangkultur.

### Pligtaflevering
Lejlighedsdigtning var nu rodfæstet. I 1697 indførte kongen en lov om pligtaflevering; alle trykkere skulle aflevere to eksemplarer til kongens bibliotek af alt hvad de trykte. En righoldig samling findes i dag i Det kongelige Bibliotek, hvor Småtrykssamlingen opbevarer alle mindre tryksager.
Det var primært præster og embedsfolk, der havde råd til at lade sangene trykke. Der blev navnlig skrevet til bryllupper og begravelser. Sangene sivede formentlig ud blandt almue og borgere som underholdende stof i en tid uden ugeblade, radio og tv. Om der ude blandt folk også blev skrevet sange, ved vi ikke, men når vi kender udbredelsen af folkelige frembringelser, som Evald Tang Kristensen og Svend Grundtvig indsamlede i slutningen af 1800-tallet, kan man formode, at noget lignende sagtens kan have eksisteret i 16- og 1700-tallet.

### 1700-tallet
Lejlighedsdigtning var udbredt i 1700-tallet. En typisk skikkelse var C.F. Wadskiær. Mod slutningen af 1700-tallet blev der i de store byer dannet litterære og selskabelige klubber, for eksempel Drejers Klub og Harmonien, hvor mænd efter engelsk forbillede – og i et enkelt tilfælde kvinder – samledes for at passiare om højt og lavt. Der blev drukket meget punch, holdt taler og sunget sange. Der viste sig et behov for at få nye sange på repertoiret, og snart digtede kendte og ukendte medlemmer på livet løs, så man for eksempel i 1785 kunne udgive en to-binds sangbog med noder, redigeret af Niels Schiørring. Den efterfulgtes af et væld af udgivelser op gennem 1800-tallet. Disse sange – lidt kongerøgelse og mange drikkeviser og viser til kvindens pris – er i visse tilfælde digtede til konkrete lejligheder, men generelt vil de gerne være sange, der skulle blive stående og synges igen og igen og er derfor ikke typiske lejlighedssange. En særlig type sang fulgte i kølvandet på bondefrigørelsen og roser det enkle liv på landet – set fra byen i romantisk skær.

### J.A.P. Schultz
J.A.P. Schultz (1747-1800) var tysk komponist og kapelmester med særlig interesse for almuen; "Lieder im Volkston" har han blandt andet skrevet. Han blev inviteret til Danmark af Christian Reventlow og A.P. Bernstorff, bondefrigørelsens fædre, og blev kongelig kapelmester. Han satte blandt andet musik til "Høstgildet" af Thomas Thaarup, og i 1790 skrev han en ekspertudtalelse om landets musikkultur formentlig på opfordring af Reventlow, på hvis gods han ofte gik rundt og talte med almuefolk. Han konstaterede, at det ikke stod godt til med landets musikkultur. Når der blev sunget i kirkerne, lød det rædsomt. Han anbefalede, at der blev oprettet seminarier til uddannelse af lærere, der alle skulle kunne forestå sangundervisning. Og – mest bemærkelsesværdigt – han anbefalede ikke kun, at man skulle synge salmer, men også verdslige sange, muntre sange, rundesange, soldatersange etc. Han graduerede mellem klassetrin og mellem landsbyskoler, købstadsskoler og hovedstadsskoler. Hans anbefalinger gik næsten ordret ind i den visionære skolelovgivning, der indførtes i 1814.

### Højskolerne
Da højskolens fædre ca. 30 år senere begyndte at oprette højskoler, kunne de derfor med sikkerhed vide, at de unge mennesker fra landet, som de henvendte sig til, måske ikke læste godt, men synge kunne de, og det blev derfor en kerneaktivitet på højskoler at synge. Det medførte videre, at højskolerne ofte bestilte nye sange fra landets poeter som for eksempel C. Hostrup til indvielser af nye bygninger og andre mærkedage, og det blev i det hele taget almindeligt, at der blev skrevet nye sange til offentlige begivenheder som sommerstævner, folkemøder og lignende. "Langt højere bjerge" er skrevet af Grundtvig som afskedssang til en kendt videnskabsmand, C.H. Pram, der drog til Vestindien. I Højskolesangbogen findes med tiden jævnt hen ca. 125 lejlighedssange, udskiftningen er ganske stor, men antallet er nogenlunde konstant.

### Indsamling af folkeminder
Evald Tang Kristensen og Svend Grundtvig konstaterede med deres indsamlinger blandt almuen, at der har været digtet sange til mangfoldige lejligheder også i de fjerneste egne af Danmark.
Op igennem 1900-tallet var det udbredt at forfatte og synge lejlighedssange til alle typer af begivenheder, officielle og private. Mest udbredt var sange til alle typer offentlige, foreningsmæssige og firmamæssige fejringer, til konfirmationer, bryllupper af enhver art, fødselsdage og jubilæer. Ikke mindst den danske konfirmationssang var et særkende for den danske lejlighedssang.

### Lejlighedssangens krise
Mod slutningen af 1900-tallet og begyndelsen det nye århundrede ser nye samlivs- og festformer ud til at true traditionen, der synes at overleve i sin reneste form i Jylland frem for andre steder i landet. En del af baggrunden for traditionens krise skal også findes i den kendsgerning, at landet skoler fra 1970'erne og frem opgav systematisk indlæring af den danske sangskat, hvorfor det væsentlige grundlag for lejlighedssange – fælles referencer med hensyn til melodier – er smuldret.

## Genrer
Lejlighedssange kan inddeles i forskellige genrer:
- Offentlige sange, ofte med nyskrevne melodier
- Personligt skrevne sange
- Købesange
- Vandresange

– Offentlige sange er som regel skrevet på bestilling hos eller initiativ af en anerkendt forfatter. Eksempler er "Den signede dag med fryd vi ser" af Grundtvig, “Jyden han er stærk og sej” af Blicher, “Den danske sang er en ung, blond pige” af Kai Hoffmann samt mange andre. Også melodien bestilles som regel hos en anerkendt komponist. Sangen kan dernæst blive optaget i den almindelige sangskat, ligesom visse sange, der ikke er skrevet til konkrete lejligheder kan blive folkeeje og benyttet til fejringer (eks. “Svantes lykkelige dag / Om lidt er kaffen klar” af Benny Andersen.)
– Personligt skrevne sange er den i Danmark mest udbredte form. Sangen skrives af et familiemedlem eller en ven til fejring af børn, brudepar og familiemedlemmer i øvrigt samt venner og kolleger på arbejdspladser og i foreninger.
– Købesange er sange der bestilles hos sangskrivere, der tilbyder at skrive sange for andre.
– Vandresange er sange der er skrevet af ukendt forfatter, men optaget i festsangstraditionen som gengangere. Sangene bygger som regel på et enkelt koncept med en særligt underholdende effekt. En hybrid mellem købesange og vandresange er sange, hvor man blot skifter et navn ud.
Lejlighedssang anses som en undertype af fællessang,
— I Danmark synges de fleste lejlighedssange som fællessang.

## Melodivalg
Bortset fra offentlige lejlighedssange, der er digtet til nyskrevne melodier, bygger traditionen helt afgørende på et valg af melodi inden for en alment kendt sangskat.
Enhver personlig lejlighedsdigter begynder med at vælge melodi. Uofficielle statistikker viser, at top tre i slutningen af 1900-tallet har været “Katinka, Katinka”, “I skoven skulle være gilde” og “I en kælder sort som kul”. Nyere klassikere er “Om lidt er kaffen klar” og melodier af The Beatles (rimeligt sangbare) og Kim Larsen og Shu-bi-dua (ikke helt så sangbare) samt sange hentet fra Dansktoppen. Børnehavekulturen har gjort melodier som “Mariehønen Evigglad”, “Den lille frække Frederik”, “Se min kjole” og andre børnesange til populære melodier til lejlighedssange.

## Fremtid
Alt tyder på at kulturen med lejlighedssange er i sin værste krise nogensinde.[kilde mangler] Men intet tyder på, at den uddør fuldstændigt. I Jylland synes traditionen stadig rodfæstet, så mange festers succes vurderes på antallet af sange. Blandt intellektuelle i byerne er det igen forbundet med stor anerkendelse, hvis man bidrager med en sang, den være sig beregnet til fællessang eller afsunget af et mindre kor.[kilde mangler]